# Carlos Ferrand
Pour les articles homonymes, voir Ferrand.
Carlos Ferrand Zavala, né à Lima, au Pérou, est un cinéaste. Diplômé de l'Institut national d'études cinématographiques de Bruxelles, il a réalisé plus d'une quarantaine de films et vidéos en autant d'années de métier.

## Biographie
Après ses études, Ferrand retourne au Pérou en 1970, où il travaille pour la Reforma Agraria, puis pour la Sistema Nacional de Apoyo a la Movilización Social (SINAMOS). Ces organisations visent à sensibiliser la population à la réforme agraire.
Le 28 avril 1971, il documente l’occupation des terres de ce qui deviendra la Villa El Salvador, un modèle révolutionnaire d’auto-gouvernance et de justice sociale.

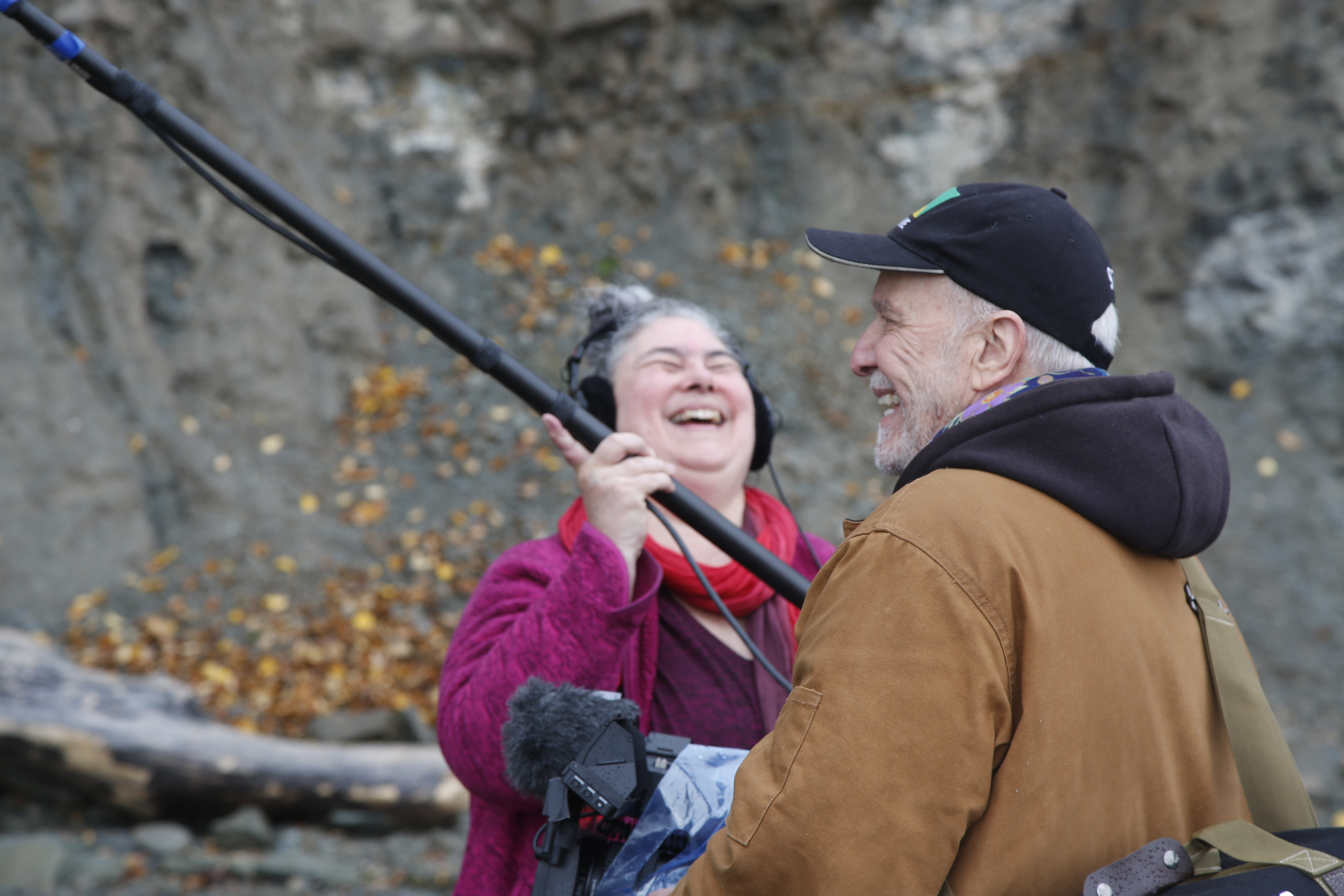
Carlos Ferrand et Catherine Van Der Donckt en tournage.

À la même époque, Carlos Ferrand fonde, avec Marcela Robles, Raúl Gallegos et Pedro Neira, le Grupo cine Liberación sin Rodeos – CLSR (littéralement : « libération directe, sans détour »), qui devient actif en 1972. Ces quatre artistes péruviens réalisent une dizaine de courts métrages (1973–1976) sur la vie et les expériences des peuples andins, amazoniens et afro-péruviens, et se concentrent sur les réformes du début des années 1970. Un coup d’état militaire de droite met fin aux activités du groupe. Une grande partie de ce matériel cinématographique est brûlée.
Sur une période de près de cinquante ans, ces photographies et ces films demeurent dans l’obscurité. En 2011, l’intérêt pour les premiers travaux de Ferrand est ravivé par l’inclusion du livre Occidental y cristiano au sein de l’anthologie Les livres de photographie d’Amérique Latine (El fotolibro latinoamericano), publiée par l’historien de la photographie espagnol Horacio Fernández. Par la suite, le Museo Nacional Centro de Arte Reina Sofía de Madrid a fait en 2018 l’acquisition des séries photographiques La familia Rojas et Villa El Salvador.
Carlos Ferrand s'installe au Québec en 1980. Touche-à-tout du cinéma, il navigue entre la réalisation, l'écriture, la direction photo, le documentaire, la fiction et le corporatif.
Il signe entre autres le documentaire Il parle avec les loups qui relate l'oeuvre de Michel Pageau, fondateur d'un refuge qui accueille les animaux sauvages blessés ou abandonnés dans le but de les réhabiliter et de les remettre en liberté. À la suite de la sortie du film, le refuge devient l’un des fleurons du tourisme en Abitibi-Témiscamingue et attire des équipes de tournage d'aussi loi que de la Corée du Sud.
En 2002, il conçoit  le film Casa Loma: Journal de bord comme un véritable journal dont il se fait lui-même le narrateur. Tourné dans la plus pure tradition du cinéma-vérité, ce film rend compte d'un projet de création théâtrale qui est devenu, en lui-même, un drame en trois actes.
Après avoir beaucoup travaillé en télévision, le cinéaste Carlos Ferrand revient au grand écran avec le long métrage Americano, un long métrage au coeur aussi grand que tout un continent. Réalisé en 2007, le film a été finaliste aux prix Jutra du meilleur documentaire, et a gagné le Prix Image des Rencontres internationales du documentaire de Montréal,.
Lauréat de la Bourse de carrière Michel-Brault du Conseil des arts et des lettres du Québec en 2015, Ferrand signe par la suite notamment le film 13, un ludodrame sur Walter Benjamin (2017), un essai documentaire personnel explorant la pensée du philosophe allemand. Dans la filmographie très éclatée de ce documentariste, 13, un ludodrame sur Walter Benjamin est considéré par certains comme la somme de toute son expérience.
En 2019, avec le film Jongué, carnet nomade, Ferrand s’intéresse à la vie et à l’œuvre de Serge Emmanuel Jongué (1951-2006), photographe et écrivain dont les réflexions sur l’identité faisaient écho à ses origines multiples.

## Filmographie

### Comme réalisateur-scénariste
- 1972 : Casa de madera
- 1978 : Le Double
- 1982 : Le Premier Peuple
- 1982 : Cimarrones
- 1984 : Madonna, Niño & San Juan
- 1985 : Inventez
- 1986 : Fenêtre sur ça
- 1987 : Willie : A Dream
- 1988 : The Gift
- 1989 : Cuervo
- 1991 : Voodoo Taxi
- 1994 : Vivre 120 ans
- 1995 : Unforgettable Romances
- 1997 : Histoires des musées
- 1998 : Îles d'inspiration
- 1998 : Scattering of Seeds
- 1998 : Visionnaires
- 1998 : La mer
- 1999 : Au rythme de Cuba
- 1999 : Ajawajiwesi
- 2000 : Les chasseurs d'ombres
- 2001 : Histoires Oubliés
- 2001 : Fête au Coeur
- 2001 : Il parle avec les loups
- 2001 : Aanie la Bavarde
- 2002 : Casa Loma, journal de bord
- 2003 : Le peuple de la Glace
- 2004 : Flores
- 2005 : La Griffe Magique
- 2007 : Americano
- 2011 : Planète Yoga
- 2015 : Artisans du changement
- 2015 : For you
- 2017 : 13, un ludodrame sur Walter Benjamin
- 2019 : Jongué, cahier Nomade

## Prix et récompenses
- 2002 « Il parle avec les loups » - Meilleur court et moyen métrage, Festival du cinéma international en Abitibi-Témiscamingue.

- 2002 « Casa Loma, journal de bord » - Mention spéciale de la critique (AQCC) au 31e Festival International du Nouveau Cinéma et Nouveaux Médias.

- 2003 « La Grande Expédition » - Prix Gémeaux, Meilleure émission ou série dramatique  jeunesse 13-17 an.

- 2005 « La Griffe Magique » - Prix Gémeaux du Meilleur documentaire culturel, meilleure bande sonore et meilleure musique.

- 2007 « Americano » - Prix IMAGE au Rencontres Internationales du Documentaire 2007. Prix Spécial du Jury au Rencontres du Cinéma Sud-américain, Marseilles. Nomination du Meilleur documentaire aux prix JUTRA. Nomination de Meilleur long métrage par L'Association québécoise des critiques de cinéma[12].

- 2011 « Artisans du Changement » - Prix Gémeaux Meilleure série documentaire[13]

- 2015	Bourse de carrière en cinéma Michel-Brault